# 大滝神社 (北杜市)
大滝神社（おおたきじんじゃ）は、山梨県北杜市小淵沢町にある神社。
八ヶ岳南麓高原湧水群の1つである「大滝湧水」の脇に鎮座している神社であり、周辺には「大滝湧水公園」が整備されている。

## 概要
社伝として伝わる創建伝説では、崇神天皇10年に「四道将軍」の1人である武渟川別が当地の湧水を見て祭壇を設け、息子の武川別命を留めて奉斎させたのが創始であり、その子孫が代々祭主となったという。
寛文以前は「滝権現」、明治初年（1868年）に「大滝権現」、明治7年（1875年）に「大滝社」と称し、その後さらに「大滝神社」と改称した。また同年明治7年（1875年）に村社に列した。